# Ronde van Lombardije 1934
De Ronde van Lombardije 1934 was de 30e editie van deze eendaagse Italiaanse wielerwedstrijd, en werd verreden op zondag 21 oktober 1934. Het parcours leidde van Milaan naar Milaan en ging over een afstand van 245 kilometer. De Italiaan Learco Guerra won de sprint 

## Uitslag
| Ronde van Lombardije 1934 |                     |               |      |
| Plaats                    | Naam                | Ploeg         | Tijd |
| Winnaar                   | Learco Guerra       | Maino-Clément | 7u34 |
| 2                         | Mario Cipriani      | Frejus        | z.t. |
| 3                         | Domenico Piemontesi | Maino-Clément | z.t. |
| 4                         | Pietro Rimoldi      | Bianchi       | z.t. |
| 5                         | René Vietto         |               | z.t. |
| 6                         | Francesco Camusso   | Gloria        | z.t. |
| 7                         | Renato Scorticati   |               | z.t. |
| 8                         | Severino Canavesi   | Legnano       | z.t. |
| 9                         | Giovanni Cazzulani  | Gloria        | z.t. |
| 10                        | Edoardo Molinar     |               | z.t. |

1905 · 1906 · 1907 · 1908 · 1909 · 1910 · 1911 · 1912 · 1913 · 1914 · 1915 · 1916 · 1917 · 1918 · 1919 · 1920 · 1921 · 1922 · 1923 · 1924 · 1925 · 1926 · 1927 · 1928 · 1929 · 1930 · 1931 · 1932 · 1933 · 1934 · 1935 · 1936 · 1937 · 1938 · 1939 · 1940 · 1941 · 1942 · 1943 · 1944 · 1945 · 1946 · 1947 · 1948 · 1949 · 1950 · 1951 · 1952 · 1953 · 1954 · 1955 · 1956 · 1957 · 1958 · 1959 · 1960 · 1961 · 1962 · 1963 · 1964 · 1965 · 1966 · 1967 · 1968 · 1969 · 1970 · 1971 · 1972 · 1973 · 1974 · 1975 · 1976 · 1977 · 1978 · 1979 · 1980 · 1981 · 1982 · 1983 · 1984 · 1985 · 1986 · 1987 · 1988 · 1989 · 1990 · 1991 · 1992 · 1993 · 1994 · 1995 · 1996 · 1997 · 1998 · 1999 · 2000 · 2001 · 2002 · 2003 · 2004 · 2005 · 2006 · 2007 · 2008 · 2009 · 2010 · 2011 · 2012 · 2013 · 2014 · 2015 · 2016 · 2017 · 2018 · 2019 · 2020 · 2021 · 2022 · 2023 · 2024 · 2025